# Georg Friedrich von Martens
Georg Friedrich von Martens (Amburgo, 22 febbraio 1756 – Francoforte sul Meno, 21 febbraio 1821) è stato un giurista e diplomatico tedesco.

## Biografia
Dopo gli studi presso le università di Gottinga, Ratisbona e Vienna, divenne professore di Giurisprudenza a Gottinga nel 1783, e divenne nobile nel 1789. Nominato consigliere di Stato dall'elettore di Hannover, nel 1808, due anni dopo ottenne la carica di Presidente della sezione finanziaria del consiglio di stato del Regno di Vestfalia. Nel 1814 fu nominato consigliere del gabinetto privato (Geheimer Kabinettsrat) dal Re di Hannover, e nel 1816 fu inviato a rappresentare il sovrano presso la Dieta della nuova Confederazione tedesca di Francoforte.